# Велетенська мускусна черепаха
Велетенська мускусна черепаха (Staurotypus) — рід черепах з родини Мулові черепахи підряду Прихованошийні черепахи. Має 2 види. Інша назва «трикілева мускусна черепаха».

## Опис
Загальна довжина представників цього роду коливається від 25 до 40 см. Спостерігається статевий диморфізм: самиці більші за самців. Особливістю цих черепах є наявність на карапаксі 3 поздовжніх кіля. Звідси й походить інша назва. Голова велика, широка. Морда дещо витягнута. Шия помірно коротка. Має перетинчасті лапи.
Забарвлення карапаксу може бути чорним, зеленуватим та коричневим. Пластрон — жовтуватого кольору.

## Спосіб життя
Полюбляють озера, річки, ставки, лагуни. Практично усе життя проводять у воді. Харчуються дрібною рибою, водними безхребетними, падлом.
Самиці відкладають 12—16 яєць.

## Розповсюдження
Мешкають у Мексиці, Гватемалі, Сальвадорі, Гондурасі та Белізі.

## Види
- Staurotypus salvinii
- Staurotypus triporcatus